# Vjazma
Vjazma (ryska Вя́зьма) är den näst största staden i Smolensk oblast i Ryssland. Folkmängden uppgick till 54 269 invånare i början av 2015.

## Personer från Vjazma
- Igor Korobov (1956–2018), rysk generalöverste, chef för GRU 2016–2018